# Memorial da Ermida
O Memorial da Ermida está situado no território pertencente à freguesia de Paço de Sousa, município de Penafiel.
Foi declarado Monumento Nacional pelo Dec. 16 de junho de 1910, DG 136 de 23 de Junho de 1910.
As características do estilo de decoração empregue na construção deste monumento apontam para o século XIII. Folhas esculpidas a bisel de acordo com a técnica empregue pelo atelier de pedreiros que, nessa época, trabalhou no estaleiro do Mosteiro de Paço de Sousa.
Este monumento integra a Rota do Românico do Vale do Sousa.